# Henry-Claudius Forestier
Henry-Claudius Forestier (* 25. Februar 1874 in Chêne-Bougeries; † 21. Mai 1922 in Meyrin) war ein Schweizer Maler, Karikaturist und Plakatkünstler.

## Leben
Geboren als Sohn von Louis Forestier und Joséphine geb. Bord, heiratete er Adelina Corfu. Von 1887 bis 1891 studierte Forestier an der École des Arts industriels in Genf in der Holzschnittklasse von Alfred Martin. Seine Mitschüler waren Jules Fontanez und Édouard Vallet.
Den Zeitraum von 1891 bis 1896 verbrachte er in Paris, wo er in der Werkstatt von Julien Tinayre (1859–1923) sowie für Louis Dunki (1856–1915) Holzschnitte erstellte. Forestier lieferte Illustrationen an Zeitschriften und beschäftigte sich hauptsächlich mit dem Holzschnitt. Er kehrte 1896 nach Genf zurück und entwarf dort Dekorationen für die 1896er Landesausstellung. Forestier veröffentlichte Karikaturen in den satirischen Zeitschriften Sapajou sowie Passe-Partout und illustrierte mehrere Bücher.
Forestier war einer der ersten Schweizer Plakatkünstler. Von 1898 an schuf er eine grosse Anzahl Plakate für die Société d’affiches artistiques.
Ab 1905 widmete er sich der Malerei. 1914 entwarf er die Kostüme für die Hundertjahrfeier des Genfer Beitritts zur Schweizerischen Eidgenossenschaft.

## Galerie Plakate

Village Suisse – Exposition Paris 1900
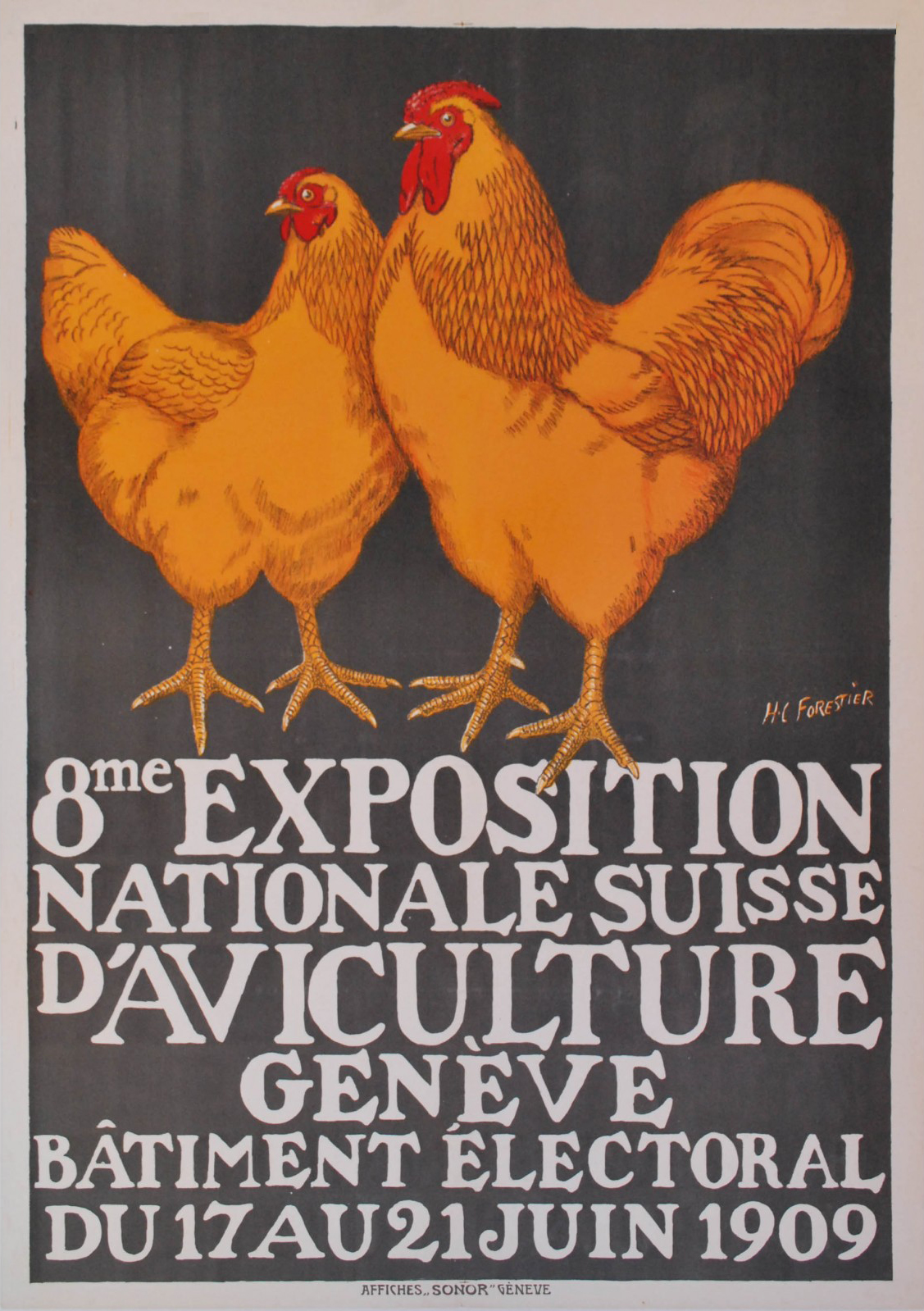
Exposition Nationale Suisse d’Aviculture 1909
X. Nationale Kunstausstellung der Schweiz – Kunsthaus Zürich, 1910
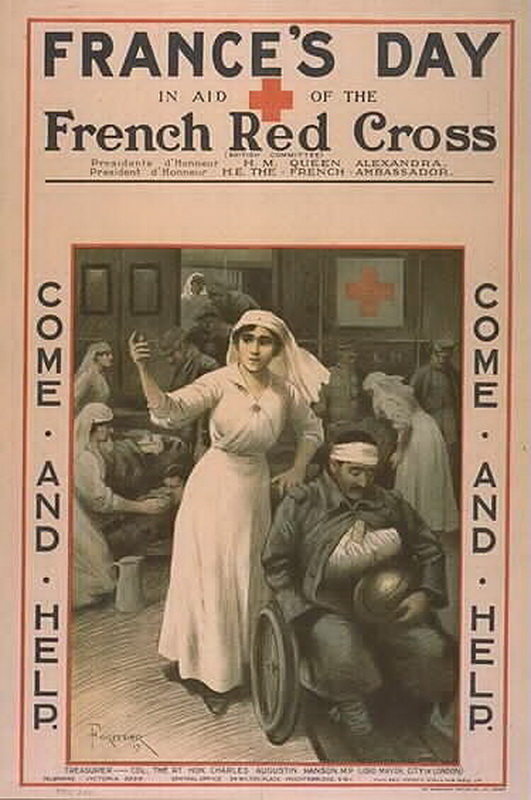
France’s Day in aid of the French Red Cross, 1917
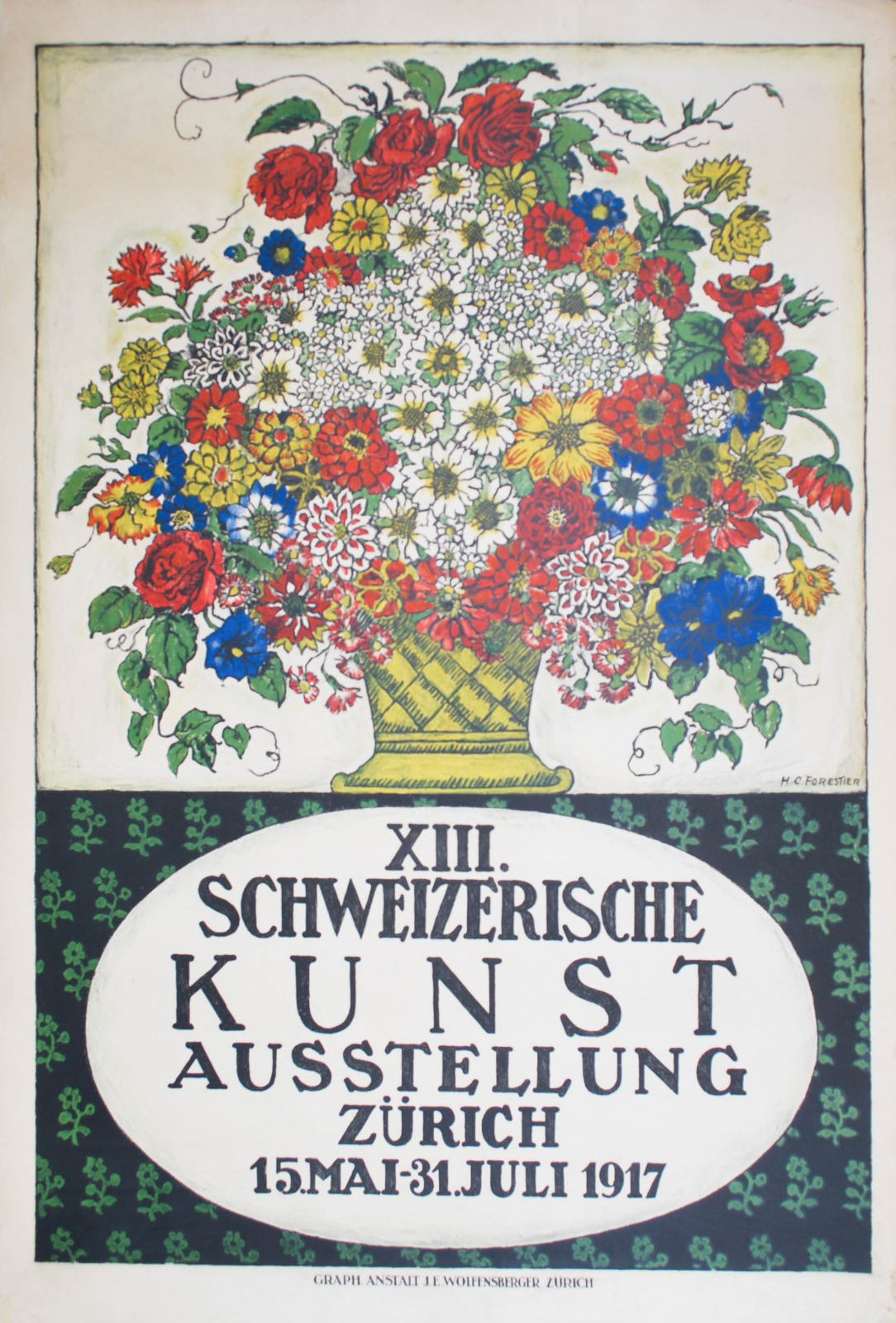
Plakat für die XIII. Schweizerische Kunstausstellung 1917